# ラリサ・ツェリッチ
ラリサ・ツェリッチ（Larisa Cerić、1991年1月26日 - ）はボスニア・ヘルツェゴビナのトラヴニク出身の柔道選手。階級は78kg超級。身長176cm。体重110kg。現在はトラヴニク大学教育学部に在学。

## 人物
柔道は9歳の時にテレビで見かけて気に入ったことがきっかけで、サラエボにあるクラブ・ニッポンで始めた。 
2009年の世界ジュニア78kg超級で優勝を飾った。2010年の世界ジュニアでは7位に終わった。2012年のロンドンオリンピックには出場資格が得られる世界ランキング14位以内に入っていなかったために出場できなかった。U23ヨーロッパ選手権では優勝を果たしたことにより、今年度のボスニア・ヘルツェゴビナにおける最優秀女子スポーツ選手に選出された。2013年の世界選手権では準々決勝でフランスのエミリー・アンデオルに敗れると、その後の3位決定戦でも田知本愛に払腰で敗れて5位にとどまり、メダルを獲得できなかった。2016年には世界ランク上位選手が集まるワールドマスターズで3位になった。リオデジャネイロオリンピックでは初戦で敗れた。グランプリ・ザグレブでは優勝した。2017年にはヨーロッパ選手権で3位になると、世界選手権(無差別)では決勝まで進むが、世界ランキング1位の朝比奈沙羅に支釣込足で2度技ありを取られた後に崩上四方固で敗れて2位だった。2018年のグランドスラム・エカテリンブルグでは優勝したが、ヨーロッパ選手権では2位だった。世界選手権では準決勝で朝比奈に支釣込足で敗れるも3位になった。2021年7月に日本武道館で開催された東京オリンピックでは2回戦で敗れた。2024年のパリオリンピックでは7位だった。

## 主な戦績
- 2008年 - ヨーロッパジュニア 5位
- 2009年 - 地中海競技大会 2位
- 2009年 - ヨーロッパジュニア 5位
- 2009年 - 世界ジュニア 優勝
- 2009年 - U23ヨーロッパ選手権 3位
- 2010年 - ワールドカップ・マイアミ 3位
- 2010年 - ヨーロッパジュニア 5位
- 2010年 - 世界ジュニア 7位
- 2012年 - ワールドカップ・ブカレスト 3位
- 2012年 - ワールドカップ・ローマ 3位
- 2012年 - U23ヨーロッパ選手権 優勝
- 2013年 - ヨーロッパ選手権 7位
- 2013年 - 地中海競技大会 3位
- 2013年 - ユニバーシアード 7位
- 2013年 - 世界選手権 5位
- 2013年 - グランプリ・リエカ 3位
- 2013年 - ヨーロッパ学生選手権 優勝
- 2014年 - ヨーロッパ選手権　2位
- 2014年 - グランプリ・ブダペスト 3位
- 2015年 - ヨーロッパオープン・ブカレスト　優勝
- 2015年 - グランドスラム・パリ　3位
- 2016年 -　グランプリ・アルマトイ　3位
- 2016年 -　ワールドマスターズ　3位
- 2016年 - グランドスラム・チュメニ　3位
- 2016年 - グランプリ・ザグレブ　優勝
- 2017年 -　グランプリ・デュッセルドルフ　3位
- 2017年 -　グランプリ・アンタルヤ　2位
- 2017年 - ヨーロッパ選手権　3位
- 2017年 - ヨーロッパオープン・ミンスク　優勝
- 2017年 -　グランプリ・ザグレブ　優勝
- 2017年 -　世界選手権(無差別)　2位
- 2017年 -　ワールドマスターズ　3位
- 2018年 -　グランドスラム・エカテリンブルグ　優勝
- 2018年 -　グランプリ・アンタルヤ　2位
- 2018年 - ヨーロッパ選手権　2位
- 2018年 -　世界選手権　3位
- 2018年 -　グランプリ・ハーグ　3位
- 2018年 -　ワールドマスターズ　3位
- 2019年 - グランドスラム・バクー　2位
- 2019年 - ヨーロッパ競技大会　2位
- 2019年 - グランプリ・ザグレブ　2位
- 2020年 -　グランドスラム・パリ　2位
- 2020年 - ヨーロッパ選手権　5位
- 2022年 -　地中海競技大会　3位
- 2023年 -　グランプリ・リンツ　5位
- 2023年 -　グランドスラム・バクー　3位
- 2024年 - パリオリンピック　7位

(出典、JudoInside.com)